# Ville Leino
Ville Leino (ur. 6 października 1983 w Savonlinna) – fiński hokeista, reprezentant Finlandii.

## Kariera
- SaPKo U20 (2000-2002)
- SaPKo (2000-2002)
- Ilves (2002-2005)
  -  Ilves U20 (2002-2003)
- HPK (2005-2007)
- Jokerit (2007-2008)

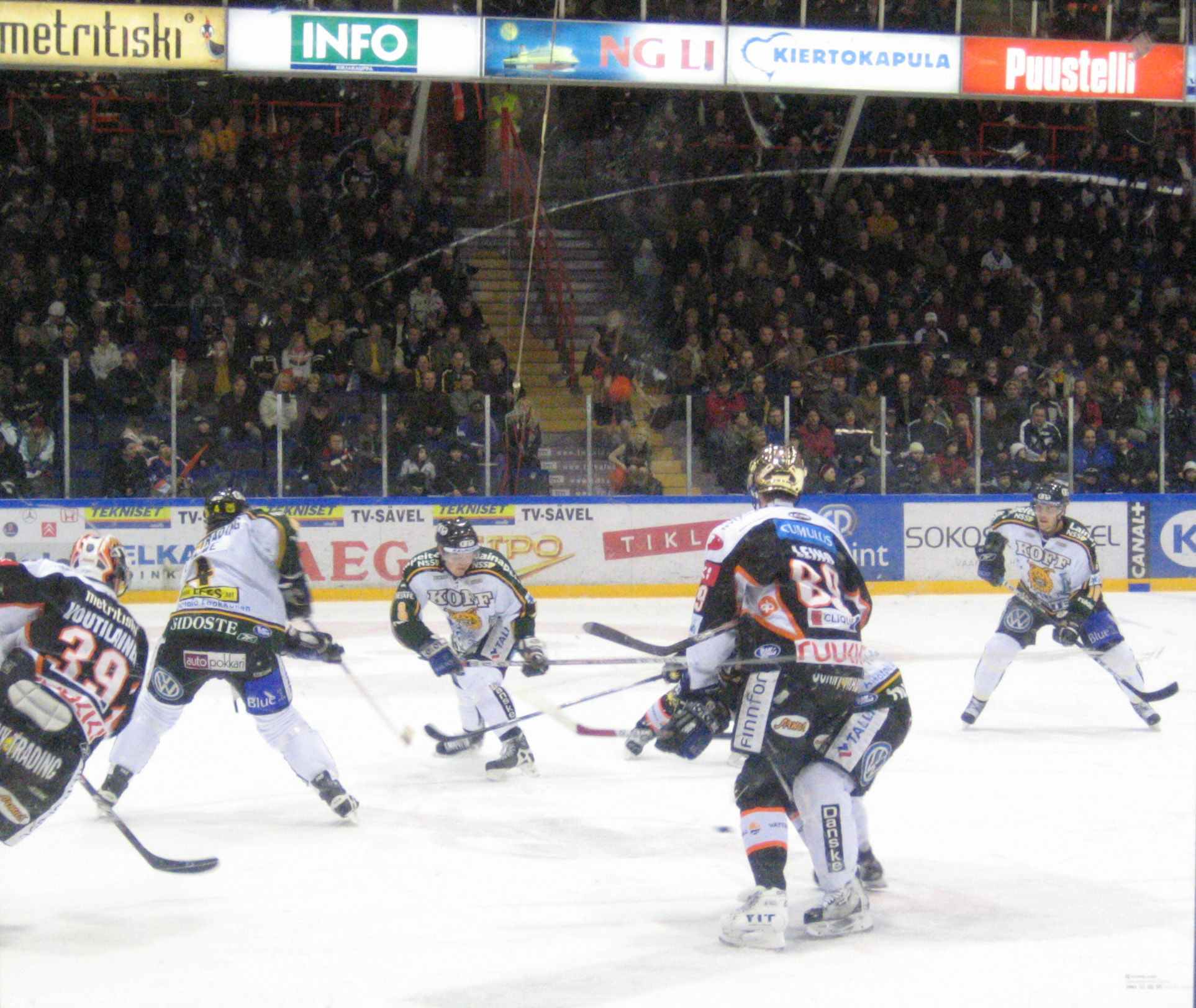
Ville Leino (w ciemnym stroju z nr 89) w barwach Ilves (2006)

- Grand Rapids Griffins (2008-2009)
- Detroit Red Wings (2008-2010)
- Philadelphia Flyers (2010-2011)
- Buffalo Sabres (2011-2014)
- KHL Medveščak Zagrzeb (2014-2015)
- Kloten Flyers (2015)
- Dinamo Ryga (2015)
- Växjö Lakers (2016-2017)

Wychowanek klubu SaPKo. W lipcu 2011 roku został zawodnikiem Buffalo Sabres. W czerwcu 2014 klub wykupił jego kontrakt i zwolnił zawodnika. Od października 2014 zawodnik. Od lutego 2015 zawodnik Kloten Flyers. Od lipca do grudnia 2015 zawodnik Dinama Ryga. Od stycznia 2016 do kwietnia 2017 zawodnik Växjö Lakers. Na początku października 2017 ogłosił zakończenie kariery.

## Sukcesy
Klubowe
- Złoty medal mistrzostw Finlandii: 2006 z HPK
- Brązowy medal mistrzostw Finlandii: 2007 z HPK

Indywidualne
- SM-liiga (2005/2006):
  - Najlepszy zawodnik miesiąca - styczeń 2006
  - Pierwsze miejsce w klasyfikacji asystentów w fazie play-off: 9 asyst
  - Skład gwiazd sezonu
- SM-liiga (2006/2007):
  - Drugie miejsce w klasyfikacji asystentów w fazie play-off: 9 asyst[10]
  - Szóste miejsce w klasyfikacji kanadyjskiej w fazie play-off: 10 punktów[11]
- SM-liiga (2007/2008):
  - Najlepszy zawodnik miesiąca - październik 2007
  - Trzecie miejsce w klasyfikacji strzelców w sezonie zasadniczym: 34 gole[12]
  - Pierwsze miejsce w klasyfikacji asystentów w sezonie zasadniczym: 49 asyst[13]
  - Drugie miejsce w klasyfikacji kanadyjskiej w sezonie zasadniczym: 77 punktów[14]
  - Drugie miejsce w klasyfikacji +/- w sezonie zasadniczym: +34[15]
  - Drugie miejsce w klasyfikacji strzelców w fazie play-off: 8 goli[16]
  - Drugie miejsce w klasyfikacji kanadyjskiej w fazie play-off: 19 punktów[17]
  - Trofeum Lassego Oksanena - najlepszy zawodnik w sezonie zasadniczym
  - Kultainen kypärä (Złoty Kask) - najlepszy zawodnik sezonu
  - Skład gwiazd sezonu